# Serena Michelotti

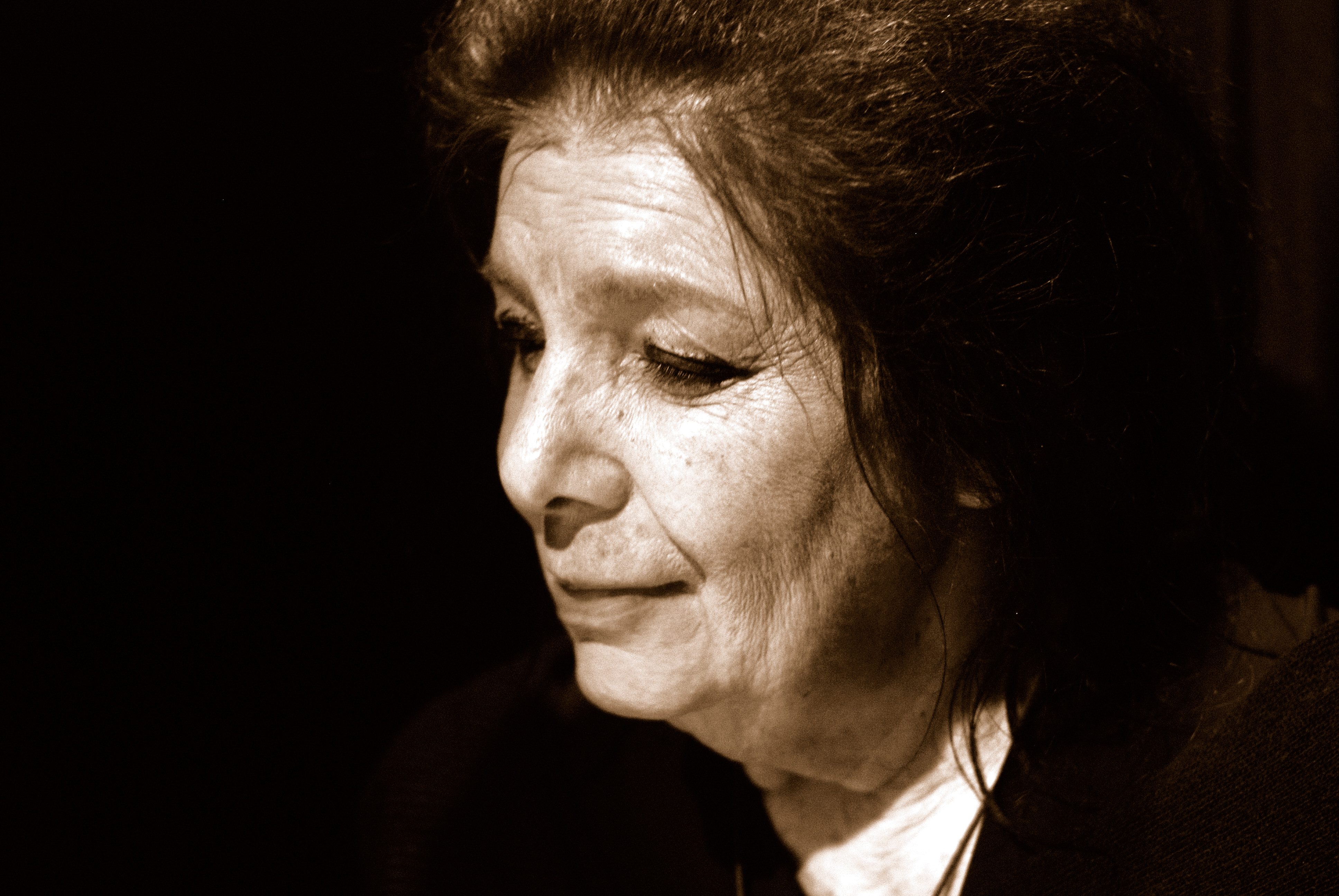
Serena Michelotti

Maria Serena Michelotti (* 2. Oktober 1934 in Meran, Südtirol; † 19. Juli 2011 in Rom) war eine italienische Schauspielerin und Synchronsprecherin.

## Leben
Serena Michelotti, geboren als Maria Serena Michelotti, begann ihre Karriere als Filmschauspielerin bereits als Kind. Im Alter von zehn Jahren spielte sie in dem Episodenfilm L’amante di Paride (1954) unter der Regie von Marc Allégret die Rolle der Cassandra. Eine weitere Kinderrolle hatte sie 1957 als Valeria in dem Filmdrama Frauennot - Frauenglück von Regisseur Luciano Emmer.
In dem US-amerikanischen Filmdrama Ein Hauch von Sinnlichkeit (1969) spielte sie unter der Regie von Sidney Lumet die Rolle der Lucia, an der Seite von Omar Sharif und Anouk Aimée. In der Westernkomödie Der Dicke in Mexiko (Si può fare… amigo) (1972) übernahm sie die Rolle der Witwe Warren; ihre Partner waren Bud Spencer und Jack Palance.
Im späteren Verlauf ihrer Filmkarriere spielte sie Charakterrollen, so die Rolle von Aldos Mutter in der Filmkomödie Chiedimi se sono felice (2000) und die Schwester Amela in dem Fernsehfilm Don Gnocchi - L'angelo dei bimbi (2004) von Cinzia TH Torrini, einer im Zweiten Weltkrieg spielenden authentischen Darstellung von Episoden aus dem Leben des mittlerweile seliggesprochenen italienischen Priesters Carlo Gnocchi. Außerdem wirkte sie in den 1970er Jahren in italienischen Fernsehserien mit.
Michelotti wurde in Italien jedoch hauptsächlich als Synchronsprecherin bekannt. In der italienischen Synchronfassung der Fernsehserie Die Simpsons sprach sie die wiederkehrende Serienrolle der Agnes Skinner, die Adoptivmutter des Rektors Seymour Skinner. Im Kino lieh sie unter anderem folgenden Schauspielerinnen ihre Stimme: Dana Ivey in Nix wie raus aus Orange County, (Rolle: Vera Gantner), Margo Martindale in Wer mit dem Teufel reitet (Rolle: Wilma Brown), Frantisek Velecký in Brothers Grimm (Rolle: Altes Weib, Hexe), Mary O’Riordan in The Wind That Shakes the Barley (2006) (Rolle: Peggy) und Fatima El Hadi in dem italienisch-marokkanischen Spielfilm Al malaika la tuhaliq fi al-dar albayda (ital. Titel: A Casablanca gli angeli non volano; Rolle: Saids Mutter).

## Filmografie (Auswahl)
- 1954: Milanesi a Napoli
- 1954: L’amante di Paride
- 1957: Frauennot - Frauenglück (Il momento più bello)
- 1964: Soraya, Sklavin des Orients (Anthar l’invincibile)
- 1969: Ein Hauch von Sinnlichkeit (The Appointment)
- 1971: Il segno del comando (Fernsehserie, 2 Folgen)
- 1972: Halleluja… Amigo (Si può fare… amigo!)
- 1973: Qui squadro mobile (Fernsehserie)
- 1976: Dov'è Anna? (Miniserie)
- 2000: Chiedimi se sono felice
- 2004: Don Gnocchi – L'angelo dei bimbi